# Узлян, Авак Артурович
Авак Артурович Узлян (род. 3 января 1992, Шаумяновка, Абхазия, Грузия) — российский боксёр-профессионал, армянского происхождения, выступающий в лёгкой и в первой полусредней весовых категориях. Мастер спорта России международного класса (2012), четырёхкратный бронзовый призёр чемпионата России (2010, 2011, 2014, 2015), победитель международных и национальных турниров в любителях.
Среди профессионалов боксирует начиная с 2018 года.

## Биография
Авак Узлян родился 3 января 1992 года в селе Шаумяновка Гульрипшского района Абхазской АССР. Отец Узлян Артур Джаникович, мать Цугурян Ирина Аваковна. Боксом начал заниматься с 8 лет под руководством отца Артура, с детства отец приучал Авака и Тиграна Узляна к боксу и ставил им удар.
Окончил училище олимпийского резерва Калинградской области.
В декабре 2012 года со своим братом Тиграном создали бренд боксёрской экипировки TIGAVA.
Дядя Авака — советский и греческий боксёр Тигран Узлян.

## Любительская карьера
Провёл 61 бой, из них в 21 одержал победу.
В 2005 году первый раз принял участия на первенстве России среди младших юношей и завоевал бронзу попав в сборную страны, в 2006 году улучшил свой результат до серебра первенства России. В 2007—2008 годах под руководством Игоря Фролова стал чемпионом России среди старших юношей, тем самым завоевал право участвовать в чемпионате Европы, где стал лучшим боксёром Европы. В возрасте 17 лет стал мастером спорта России.
Во взрослый бокс буквально ворвался в 2010 году на чемпионате России в Санкт-Петербурге в возрасте 18 лет, став бронзовым призёром. В 2011 году Авак повторил успех на чемпионате России в Уфе и вошёл в состав национальной сборной по боксу. В 2012 году получил звание «мастер спорта международного класса», одержав победу и став лучшим боксёром международного турнира А-класса Странджа в Болгарии.
В декабре 2012 года стал чемпионом Европы среди молодёжи 19-22 лет, победив в финале бронзового призёра Олимпийских игр Эвалдаса Пятраускаса.
В 2014 году сновал стал бронзовым призёром на чемпионате России в Ростов-на-Дону. В 2015 году — снова бронзовый призёр на чемпионате России в Самаре.
В 2016 году стал победителем международного турнира памяти Магомед-Салама Умаханова в Каспийске в весовой категории до 64 кг.
В 2020 году занял первое место в чемпионате МВД России по боксу в весовой категории до 64 кг.

## Профессиональная карьера
Первый бой 22 сентября 2018 года. Провёл 5 боёв и во всех победил, в двух из них нокаутом.

## Статистика профессиональных боёв
В таблице перечислены результаты всех поединков боксёров.
В каждой строке указан результат поединка. Дополнительно номер поединка обозначен цветом, который обозначает итог поединка. Расшифровка обозначений и цветов представлена в нижеследующей таблице.
| Пример | Расшифровка                     |
| ------ | ------------------------------- |
|        | Победа                          |
|        | Ничья                           |
|        | Поражение                       |
|        | Планируемый поединок            |
|        | Поединок признан несостоявшимся |
| КО     | Нокаут                          |
| ТКО    | Технический нокаут              |
| PTS    | Решение судей (по очкам)        |
| UD     | Единогласное решение судей      |
| MD     | Решение большинства судей       |
| SD     | Раздельное решение судей        |
| RTD    | Отказ от продолжения боя        |
| DQ     | Дисквалификация                 |
| NC     | Поединок признан несостоявшимся |

| 8 поединков, 5 побед (2 нокаутом), 1 ничья, 2 поражения. | 8 поединков, 5 побед (2 нокаутом), 1 ничья, 2 поражения. | 8 поединков, 5 побед (2 нокаутом), 1 ничья, 2 поражения. | 8 поединков, 5 побед (2 нокаутом), 1 ничья, 2 поражения. | 8 поединков, 5 побед (2 нокаутом), 1 ничья, 2 поражения. | 8 поединков, 5 побед (2 нокаутом), 1 ничья, 2 поражения. | 8 поединков, 5 побед (2 нокаутом), 1 ничья, 2 поражения.                                                   |
| Бой                                                      | Рекорд                                                   | Дата боя                                                 | Соперник                                                 | Место проведения боя                                     | Раундов, время                                           | Дополнительно                                                                                              |
| -------------------------------------------------------- | -------------------------------------------------------- | -------------------------------------------------------- | -------------------------------------------------------- | -------------------------------------------------------- | -------------------------------------------------------- | --- |
| 8                                                        | 5-2-1                                                    | 11 декабря 2022                                          | Иван Козловский (6-0)                                    | ДИВС, Екатеринбург, Россия                               | UD 10 (10)                                               | Счёт судей: 90-100 (трижды).                                                                               |
| 7                                                        | 5-1-1                                                    | 31 мая 2022                                              | Харитон Агрба (8-0)                                      | УСК «Крылья Советов», Москва, Россия                     | UD 10 (10)                                               | Счёт судей: 90-100 (трижды). Бой за вакантный титул чемпиона Евразии по версии EBP в 1-м полусреднем весе. |
| 6                                                        | 5-0-1                                                    | 18 сентября 2021                                         | Айк Шахназарян (25-4)                                    | Лада-Арена, Тольятти, Самарская область, Россия          | SD 10 (10)                                               | Счёт судей: 97-94, 95-95, 95-97. Бой за титул чемпиона России в легком весе.                               |
| 5                                                        | 5-0                                                      | 24 декабря 2020                                          | Владислав Степанов (0-3-1)                               | УСК «Крылья Советов», Москва, Россия                     | UD 6 (6)                                                 | Счёт судей: 60-54 (трижды).                                                                                |
| 4                                                        | 4-0                                                      | 14 декабря 2019                                          | Муроджон Тошев (1-6)                                     | УСК «Крылья Советов», Москва, Россия                     | KO 2 (6), 1:55                                           | |

## Личная жизнь
Женат, есть ребёнок.